# Manota pappi
Manota pappi är en tvåvingeart som beskrevs av Heikki Hippa 2006. Manota pappi ingår i släktet Manota och familjen svampmyggor. Inga underarter finns listade i Catalogue of Life.